# Jean-Pierre Pérez
Pour les articles homonymes, voir Pérez.

a Compétitions nationales et continentales officielles uniquement.

Dernière mise à jour le 19 août 2018.
Jean-Pierre Pérez, né le 3 avril 1984 à Perpignan, est un joueur français de rugby à XV évoluant au poste de troisième ligne aile.

## Biographie
Jean-Pierre Pérez passe professionnel lors de la saison 2007-2008. Il ne connaît qu'un seul club lors de sa carrière: l'USAP. Il est sacré champion de Top 14 en 2009, et est finaliste du championnat l'année suivante. 
À l'issue de la saison 2013-2014, le club perpignanais est relégué en Pro D2, mais Jean-Pierre Pérez reste fidèle à son club.
En 2017, il rejoint le club de Colomiers pour une saison avant de prendre sa retraite.
Lors des élections municipales de 2020, il est élu conseiller municipal de Sainte-Marie-la-Mer dans les Pyrénées-Orientales.

## Palmarès

### En club
Avec l'USA Perpignan
- Championnat de France :
  - Champion (1) : 2009
  - Finaliste (1) : 2010